# Mistrzostwa Świata w Kolarstwie Torowym 1962
59. Mistrzostwa Świata w Kolarstwie Torowym 1962 odbyły się w Mediolanie we Włoszech. Rozegrano dwie konkurencje dla kobiet: sprint i wyścig na dochodzenie, a do dotychczas rozgrywanych sześciu konkurencji dla mężczyzn: sprintu, wyścigu na dochodzenie i wyścigu ze startu zatrzymanego zarówno dla zawodowców jak i amatorów dodano wyścig drużynowy na dochodzenie zawodowców.

## Medaliści

### Kobiety
| Konkurencja                        | Złoto            | Srebro           | Brąz               |
| ---------------------------------- | ---------------- | ---------------- | ------------------ |
| Sprint indywidualny                | Walentina Sawina | Irina Kiriczenko | Jean Dunn          |
| Wyścig indywidualny na dochodzenie | Beryl Burton     | Yvonne Reynders  | Lidija Tichomirowa |

### Mężczyźni
| Konkurencja                                   | Złoto                                                               | Srebro                                                              | Brąz                                                                          |
| --------------------------------------------- | ------------------------------------------------------------------- | ------------------------------------------------------------------- | ----------------------------------------------------------------------------- |
| Sprint indywidualny amatorów                  | Sergio Bianchetto                                                   | Giuseppe Beghetto                                                   | Pierre Trentin                                                                |
| Wyścig indywidualny na dochodzenie amatorów   | Kaj Jensen                                                          | Herman Van Loo                                                      | Jacob Oudkerk                                                                 |
| Wyścig ze startu zatrzymanego amatorów        | Romain De Loof                                                      | Heinz Läuppi                                                        | Christian Giscos                                                              |
| Sprint indywidualny zawodowców                | Antonio Maspes                                                      | Sante Gaiardoni                                                     | Oscar Plattner                                                                |
| Wyścig indywidualny na dochodzenie zawodowców | Henk Nijdam                                                         | Leandro Faggin                                                      | Peter Post                                                                    |
| Wyścig ze startu zatrzymanego zawodowców      | Guillermo Timoner                                                   | Paul Depaepe                                                        | Leo Wickihalder                                                               |
| Wyścig drużynowy na dochodzenie               | RFN · Ehrenfried Rudolph · Bernd Rohr · Klaus May · Lothar Claesges | Dania · Bent Hansen · Preben Isaksson · Kaj Jensen · Kurt vid Stein | ZSRR · Arnold Belgardt · Leonid Kołumbet · Stanisław Moskwin · Wiktor Romanow |

## Klasyfikacja medalowa
| Miejsce | Państwo         |   |   |   | Razem |
| ------- | --------------- | - | - | - | ----- |
| 1.      | Włochy          | 2 | 3 | 0 | 5     |
| 2.      | Belgia          | 1 | 3 | 0 | 4     |
| 3.      | ZSRR            | 1 | 1 | 2 | 4     |
| 4.      | Dania           | 1 | 1 | 0 | 2     |
| 5.      | Holandia        | 1 | 0 | 2 | 3     |
| 6.      | Wielka Brytania | 1 | 0 | 1 | 2     |
| 7.      | Hiszpania       | 1 | 0 | 0 | 1     |
|         | RFN             | 1 | 0 | 0 | 1     |
| 9.      | Szwajcaria      | 0 | 1 | 2 | 3     |
| 10.     | Francja         | 0 | 0 | 2 | 2     |